# Mieczysław Mümler
Mieczysław Mümler (ur. 10 grudnia 1899 we Lwowie, zm. 5 września 1985 w Londynie) – pułkownik pilot Polskich Sił Powietrznych w Wielkiej Brytanii, kawaler Orderu Virtuti Militari, as myśliwski.

## Życiorys
Do szkoły powszechnej i średniej uczęszczał we Lwowie. l listopada 1918 walczył jako obrońca Lwowa, w czasie walk został ranny. W lutym 1919 został przydzielony do pułku artylerii polowej Legionów. Brał udział w powstaniu wielkopolskim. W 1921 zdał maturę w Gimnazjum św. Anny w Krakowie. Ukończył Szkołę Podchorążych Artylerii w Poznaniu (I grupa). 9 listopada 1920 został mianowany z dniem 1 października 1920 i 71. lokatą na stopień podporucznika w artylerii. Pełnił wówczas służbę w 6 pułku artylerii polowej. 3 maja 1922 został zweryfikowany w stopniu podporucznika ze starszeństwem z dniem 1 czerwca 1919 i 65. lokatą w korpusie oficerów artylerii, a jego oddziałem macierzystym był nadal 6 pułku artylerii polowej w Krakowie. W następnych latach kontynuował służbę w 6 pułku artylerii polowej. W 1924 w Toruniu odbył kurs zwiadowców artylerii.
Z dniem 12 kwietnia 1926 został przeniesiony służbowo na siedmiomiesięczny kurs aplikacyjny lotnictwa przy 11 pułku lotnictwa myśliwskiego w Lidzie. W grudniu 1926, po ukończeniu kursu aplikacyjnego, został przydzielony do 11 pułku myśliwskiego na sześciomiesięczną praktykę. W czerwcu 1927 został przeniesiony z korpusu oficerów artylerii (kadra oficerów artylerii) do korpusu oficerów lotnictwa (3 pułk lotniczy). W styczniu 1929 został przeniesiony z 5 pułku lotniczego w Lidzie do 3 pułku lotniczego w Poznaniu. W 1930 został dowódcą 132 eskadry myśliwskiej. Z dniem 12 listopada 1930 został przydzielony na czteromiesięczny kurs dowódców eskadr w Centrum Wyszkolenia Oficerów Lotnictwa Dęblinie. 2 grudnia 1930 został mianowany na stopień kapitana ze starszeństwem z 1 stycznia 1931 i 20. lokatą w korpusie oficerów aeronautycznych. Od 29 lipca do 30 września 1931 był przydzielony do Lotniczej Szkoły Strzelania i Bombardowania w Grudziądzu, w charakterze instruktora kursu pilotażu myśliwskiego dla podoficerów. W latach 1934–1935 odbył kursy pilotażu szybowcowego w Wojskowym Obozie Szybowcowym w Ustjanowej. Na stopień majora został mianowany ze starszeństwem z 19 marca 1937 i 12. lokatą w korpusie oficerów lotnictwa, grupa liniowa. W tym samym roku został dowódcą III/3 dywizjonu myśliwskiego.
W kampanii wrześniowej był dowódcą III/3 dywizjonu myśliwskiego i walczył w ramach Armii „Poznań”, 6 września zestrzelił samolot He 111 a 12 września He 111 i Hs 126. Internowany w Rumunii uciekł i przedostał się do Francji, gdzie w bazie lotniczej w okolicach Lyonu został organizatorem i dowódcą II Dywizjonu Myśliwskiego Krakowsko-Poznańskiego. 1 czerwca 1940 zestrzelił samolot He 111 a 15 czerwca Dornier Do 17. W maju 1940 przeszedł do Groupe de Chasse II./27, gdzie latał samolotem Dewoitine D.520 w 3. eskadrze GCII/7 z Ounans.
Po klęsce Francji przeleciał do Algieru i dalej do Maroka i przedostał się do Wielkiej Brytanii (service number P1288), gdzie rozpoczął tworzenie i dowodzenie 302 dywizjonem myśliwskim „Poznańskim” (od 13 lipca 1940). 18 września 1940 zestrzelił Do 215. Dywizjonem dowodził do 9 grudnia 1940. Był najstarszym polskim pilotem biorącym udział w bitwie o Anglię. Pod koniec lutego 1941 został szefem pilotażu w 58 Operational Training Unit i 55 OTU w Sunderland. We wrześniu 1942 został dowódcą RAF Station Northolt. Loty bojowe wykonywał sporadycznie (np. 3 lutego 1943 uszkodził Fw 190). 24 października 1943 został polskim oficerem łącznikowym w dowództwie 84. Grupy Myśliwskiej RAF.
Pod koniec 1946 został zdemobilizowany. Zamieszkał w Londynie (został piekarzem). Należał do Stowarzyszenia Lotników Polskich w Wielkiej Brytanii oraz do Koła Seniorów Lotnictwa. Nie przyjął obywatelstwa brytyjskiego. Zmarł 5 września 1985 w Londynie. Pochowany został na cmentarzu Gunnersbury, Acton w pobliżu Pomnika Katyńskiego w kwaterze M (grób nr 25).
Od 15 grudnia 1931 był mężem Ireny Hahan.

## Zwycięstwa powietrzne
Na liście Bajana zajmuje 34. pozycję z wynikiem zestrzeleń 5 i 1/2 pewnych i 1 i 1/2 uszkodzonych.
Zestrzelenia pewne:
- He 111 – 6 września 1939
- He 111 – 12 września 1939
- Hs 126 – 12 września 1939
- He 111 – 1 czerwca 1940
- 1/2 Do 17[17] – 15 czerwca 1940
- Do 215 (Do 17[18]) – 18 września 1940

Uszkodzenia:
- 1/2 He 111 – (walki we Francji, brak szczegółowych danych)
- Fw 190 – 3 lutego 1943 r. (pilotował Spitfire V)

## Ordery i odznaczenia
- Krzyż Srebrny Orderu Virtuti Militari nr 8990 (21 grudnia 1940[19][20])
- Krzyż Walecznych (dwukrotnie)
- Medal Lotniczy (czterokrotnie)
- Medal Niepodległości (9 listopada 1933)[21]
- Srebrny Krzyż Zasługi (17 marca 1934)[22]
- Medal Pamiątkowy za Wojnę 1918–1921
- Krzyż Obrony Lwowa
- Odznaka Pilota nr 924 (24 listopada 1926)[23]
- Krzyż Komandorski Orderu Imperium Brytyjskiego (Wielka Brytania)
- Order Korony Rumunii (Rumunia)
- Krzyż Wojenny (Francja)
- Krzyż Waleczności Wojskowej (Francja)
- Zaszczytny Krzyż Lotniczy (Stany Zjednoczone)
- Medal 10 Rocznicy Wojny Niepodległościowej (Łotwa)[24]
- rumuńska Odznaka Pilota (1935)[25]

## Upamiętnienie
Mieczysław Mümler został upamiętniony na pomniku Battle of Britain na Victoria Embankment w Londynie.